# Мирослав Хрох
Мѝрослав Хрох (на чешки: Miroslav Hroch, ['mɪrɔslaf ɦrɔx]) е чешки историк.
Роден е на 14 юни 1932 година в Прага. Завършва Карловия университет, където през 1962 година защитава докторат, след което остава да преподава там. Известен е със своята теория за възникването и развитието на националните движения в Централна и Източна Европа и има значителен принос към развитието на сравнителната история.